# 榆盘镇
榆盘镇，是中华人民共和国甘肃省天水市武山县下辖的一个乡镇级行政单位。
2015年10月9日，甘肃省民政厅批复同意撤销榆盘乡，设立榆盘镇。

## 行政区划
榆盘镇下辖以下地区：
康沟村、河程村、堡东村、梁沟村、榆盘村、马寨村、关儿村、钟楼村、鲁班村、四湾村、下河村、马河村、盘龙村、徐黄村和苏家村。